# La Boca
La Boca är en stadsdel (barrio) i Buenos Aires i Argentina. 46 494 invånare (2001).
Stadsdelen är traditionellt en europeisk arbetarstadsdel vars ursprungliga invånare härstammade främst från Genua i Italien. Stadsdelen proklamerade 1882 efter en generalstrejk sin självständighet från Argentina och hissade Genuas flagga. Emellertid ingrep den argentinska presidenten Julio Argentino Roca omedelbart och rev ner flaggan. Stadsdelen har förblivit ett radikalt centrum i Argentina, 1936 valdes den första socialistiska ledamoten av Argentinas Kongress och under den ekonomiska krisen 2001 tågade stora demonstrationståg genom La Boca.
La Bocas gamla hamnkvarter kring gatan El Caminito är ett av Buenos Aires populäraste och mest fotograferade turistmål. Gatan är berömd för sina färgglada hus och som tangons födelseplats.
I stadsdelen finns också La Bombonera, hemmaplan för fotbollsklubben CA Boca Juniors.
Stadsdelen är belägen i Buenos Aires sydöstra hörn nära hamnen och vid Río Matanza-Riachuelo. Den gränsar till Barracas i väst, San Telmo och Puerto Madero i norr.

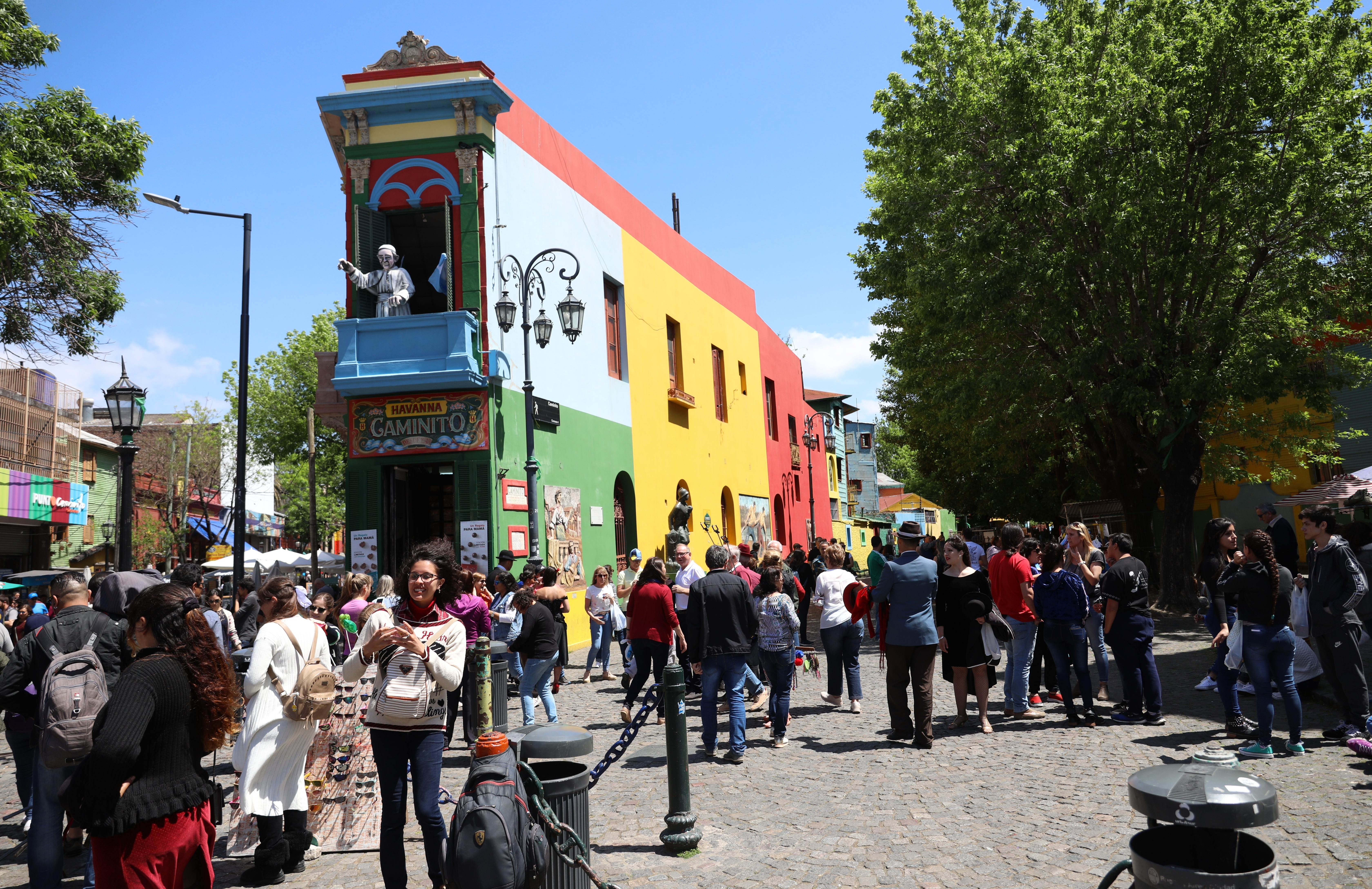
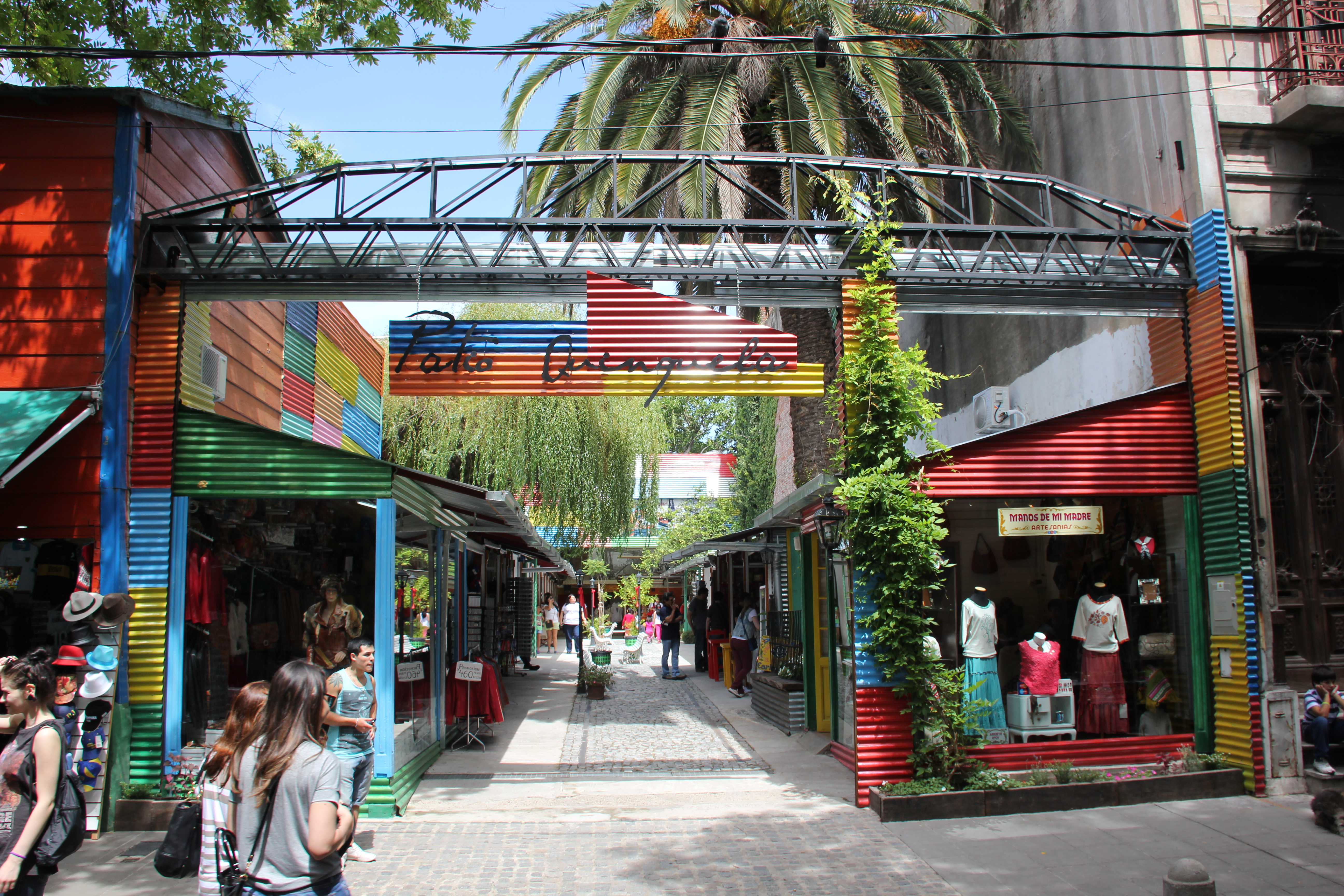
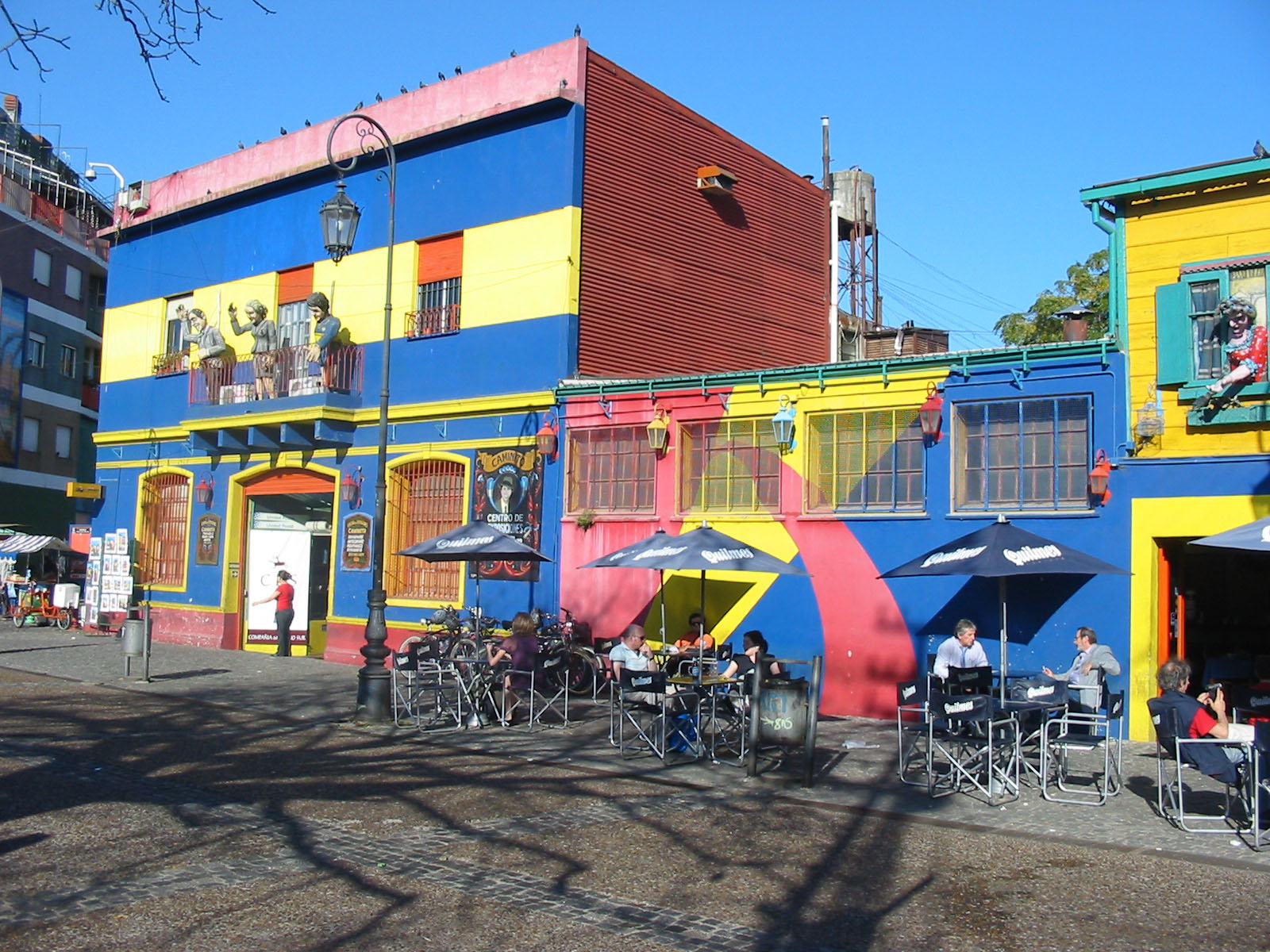